# Пожежа в клубі «Хромая лошадь»

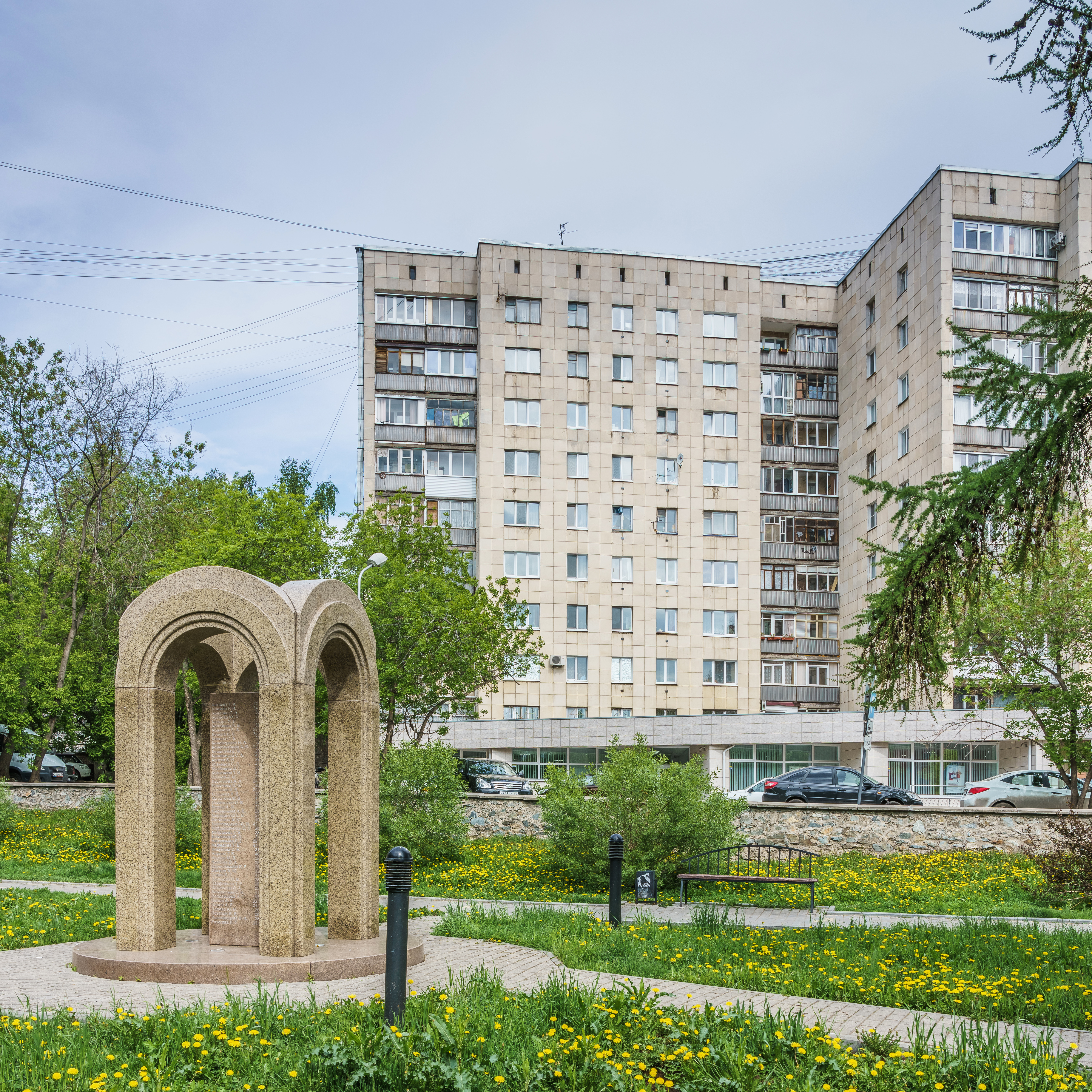
Меморіал пам'яті жертв пожежі в нічному клубі «Хромая Лошадь»

Пожежа в клубі «Хромая Лошадь» в Пермі — пожежа, що сталася в ніч на 5 грудня 2009 року в нічному клубі «Хромая лошадь» в Пермі, Росія, і стала причиною смерті 156 людей. Пожежа в нічному клубі «Хромая лошадь» стала найбільшою за кількістю жертв в історії сучасної Росії.

## Перебіг подій
Пожежа сталася під час святкування восьмиріччя клубу. У приміщенні зібралося близько 300 людей (разом з персоналом). Почалася пожежа о 01:08 за місцевим часом 5 грудня (23:08 4 грудня за московським часом) 2009 року. Основна версія — недбале використання піротехнічних засобів.
В результаті пожежі за офіційними даними загинуло 142 людини. Під час пожежі одразу загинуло 111 людей, однак важкі опіки стали причиною смерті ще близько трьох десятків людей в лікарнях. Ще близько 90 постраждалих залишалися у вкрай тяжкому стані у різних лікарнях країни.

## Постраждалі та загиблі
Внаслідок надзвичайної ситуації постраждали 238 осіб, при цьому на місці загинула 101 особа. 137 постраждалих госпіталізували. Вижило 82 пацієнти. Серед загиблих та постраждалих внаслідок пожежі є громадяни України: один із них загинув, його тіло було доставлено літаком на батьківщину; інший із них серйозно постраждав і перебував у місцевій лікарні. Загалом загинуло 156 осіб безпосередньо під час пожежі або відразу після неї, і ще двоє померли за 10-12 років від наслідків отриманих пошкоджень. Усі госпіталізовані мали опікові травми. При огляді госпіталізованих отруєних чадним газом було виявлено менш як 10 %, клінічних ознак токсичної дії альдегідів, оксидів азоту, ціанідів, фосгену та інших можливих речовин у постраждалих на момент огляду не було виявлено, при цьому інші джерела вказують причину смерті 22,7 % постраждалих — гостре отруєння комплексом токсичних речовин.
Вранці 9 грудня 2009 року стало відомо, що орендар нічного клубу «Хромая лошадь», один із підозрюваних у справі про пожежу в Пермі та співвласник клубу Олександр Тітлянов помер у московській лікарні — медикам не вдалося його врятувати.
За інформацією Слідчого комітету при прокуратурі РФ, станом на 9 грудня 2009 року внаслідок пожежі 15 дітей стали повними сиротами, ще 44 втратили одного з батьків. За інформацією Уповноваженого з прав людини у Пермському краї, станом на 29 грудня 2009 року внаслідок пожежі втратили одного (єдиного) або обох батьків 109 дітей, повністю інформацію встановлено щодо 92 дітей (73 сімей зі 152) щодо інших дітей триває уточнення інформації. З них, 76 дітей – мешканці м. Пермі. 16 дітей – жителі Пермського краю. Залишилися «круглими сиротами» 9 дітей (4 – віком до 5 років). Щодо всіх дітей встановлено опіку.
9 березня 2010 року через 4 місяці в Москві в інституті ім.Вишневського померла постраждала Тетяна Кузнєцова.
6 липня 2020 року майже через 11 років після пожежі померла постраждала Ірина Пекарська у віці 33 років. 2 липня 2021 року померла Ірина Баннікова, яка працювала барменом у клубі «Хромая лошадь» до трагедії.

## Вироки
30 квітня 2013 було винесено вирок у справі про пожежу в нічному клубі “Хромая лошадь”. Власника нічного клубу Анатолія Зака засуджено до 9 років і 10 місяців позбавлення волі. Артдиректора закладу — до 6 років ув'язнення, виконавчого директора — до 4 років колонії. Загалом обвинуваченими у справі було 8 осіб. Усіх їх визнано винними.

## Аналогічні катастрофи
Пожежі в нічних клубах, пов'язані з використанням піротехніки у не призначених для цього приміщеннях та з порушеннями техніки безпеки, траплялися й в інші роки у різних країнах світу:
- 20 лютого 2003 року — клуб «Station», Вест-Ворік, штат Род-Айленд, США. 100 осіб загинуло. При використанні піротехніки під час виступу рок-групи Great White відбулося загоряння стін і потім стелі, оброблених пінопластом. Попри наявність аварійних виходів, більшість відвідувачів намагалися врятуватися через вузький головний вхід, що призвело до тисняви. Пожежу від моменту загоряння до початку гасіння було знято на камеру оператором.
- 30 грудня 2004 року — клуб «República Cromañón», Буенос-Айрес, Аргентина. 194 особи загинуло. При використанні піротехніки під час виступу рок-групи відбулося загоряння дерев'яного декору стелі, пінопласту та пластмасових елементів акустики. Більшість жертв загинули від отруєння високотоксичним димом. Багато хто загинув від опіків, викликаних розплавленою пластмасою, що стікала зі стелі. Було оголошено триденну національну жалобу. Власника приміщення засуджено до 20 років в'язниці, директора клубу — до 18 років.
- 27 січня 2013 року — клуб «Kiss», Санта-Марія, штат Ріу-Гранді-ду-Сул, Бразилія. 239 осіб загинуло. При використанні піротехніки під час виступу рок-гурту сталося загоряння звукоізоляції, що розташована на стелі. До великої кількості жертв призвела відсутність аварійних виходів та отруєння токсичним димом. Було оголошено триденну національну жалобу.
- 30 жовтня 2015 року — клуб «Colectiv», Бухарест, Румунія. 64 особи загинуло. Пожежа сталася під час безкоштовного концерту хеві-метал-групи Goodbye to Gravity. Піротехніка, в яку входили «бенгальські вогні», підпалила легкозаймисту поліуретанову акустичну піну, і вогонь швидко поширився. Більшість жертв було отруєно токсинами від пінопласту, що горить. Протести, причиною яких стала масова загибель людей у нічному клубі, призвели до відставки прем'єр-міністра Віктора Понти та його уряду. Пожежа в клубі «Colectiv» стала найбільшою за кількістю жертв пожежею в Румунії з 1989 року.
- Найбільшої слави зажила пожежа, яка знищила казино "Барьєр" у швейцарському містечку Монтре в грудні 1971 року під час концерту Френка Заппи. Пожежу спричинив один з глядачів, вистреливши у стелю з ракетниці. Свідками події стали учасники гурту Deep Purple й увічнили її у згодом всесвітньо відомій пісні Smoke on the water. Пожежа минулася без жертв, але завдала збитків на 15 млн. швейцарських франків.